# Khochbakht Youssifzadé
Khochbakht Youssifzadé (né le 14 janvier 1930 à Pirchaghi (Bakou, république socialiste soviétique d'Azerbaïdjan, URSS) et mort le 3 octobre 2023) est un académicien azerbaïdjanais et le premier vice-président de la Compagnie pétrolière d'État de la République azerbaïdjanaise (SOCAR). Il est docteur ès sciences en géologie et minéralogie.

## Biographie
Khochbakht Youssifzadé est né à la campagne de Pirchaghi de Bakou le 14 janvier 1930, lors de la fête d'anniversaire de sa mère, pour laquelle son père l'a nommé Khochbakht, ce qui signifie heureux en azerbaïdjanais. 
Il est diplômé de l'Institut azerbaïdjanais de l'industrie (aujourd'hui : Académie nationale du pétrole d'Azerbaïdjan) en 1952.
Il débute en tant que géologue puis géologue principal à Neft Dachlari, une ville au large de la mer Caspienne. En 1970, il est directeur adjoint et géologue principal au département de production pétrolière et gazière offshore.
Depuis 1987, Khochbakht Youssifzadé est docteur ès sciences en géologie et minéralogie, et en 1994, il est vice-président de SOCAR pour la géologie, la géophysique et le développement sur le terrain. 
Khochbakht Youssifzadé découvre des gisements de pétrole et de gaz tels que : Bahar, Gunachli, Azeri, Chirag, Kapaz, etc. Il est membre de l'Académie nationale des sciences d'Azerbaïdjan.
Âgé de 93 ans, Khochbakht Youssifzadé meurt le 3 octobre 2023.

### Famille
Khochbakht Youssifzadé est marié et père de deux enfants.

## Œuvres et récompenses
Auteur de 127 ouvrages scientifiques, de 8 monographies et 4 inventions. Khochbakht Youssifzadé reçoit deux fois l'Ordre de la bannière rouge du travail et l'Ordre de la gloire du travail ainsi que le Prix d'État (1982 et 1991), l'Ordre de Charaf (Ordre d'honneur), l'Ordre d’Istiglaliyyat (Ordre de souveraineté - 13 janvier 2000), et de médailles et décrets honorifiques.
Il est le géologue honoraire de l'ex-URSS et l'ingénieur honoré de la république d'Azerbaïdjan. Il est récompensé par l'explorateur honoraire de la croûte terrestre.
Membre et premier vice-président de l'Académie internationale du pétrole oriental, il est membre correspondant de l'Académie internationale russe des ingénieurs. 
En janvier 2010, par décret du président de l'Azerbaïdjan, son 80e anniversaire s'est tenu au niveau de l'État. Auteur de livres sur la géologie et la sécurité dans l'industrie pétrolière, il reçoit le titre de Scientifique de l'année, en Turquie en 2009. 
Pour son 90e anniversaire, il reçoit l'Ordre suprême de l'Azerbaïdjan - Ordre Heydar Aliyev du président Ilham Aliyev le 13 janvier 2020, pour sa contribution exceptionnelle et son activité efficace à long terme dans le développement de l'industrie pétrolière d’Azerbaïdjan.